# Sophus Bauditz

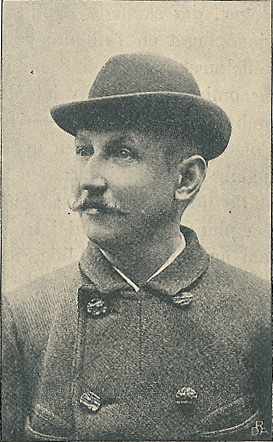
Sophus Bauditz

Sophus Gustav Bauditz (* 23. Oktober 1850 in Aarhus; † 16. August 1915 in Kopenhagen) war ein dänischer Pädagoge, Autor und Dramatiker. Er wurde zum Ritter des Dannebrogordens ernannt und erhielt die Verdienstmedaille des Dannebrogordens (Dannebrogordenens Hæderstegn).

## Leben
Bauditz war der Sohn des dänischen Offiziers Peter Gustav Bauditz (1815–1877) und entstammte dem dänischen Zweig der Familie Baudissin. Ein Bruder seines Vaters war Peter von Bauditz. Er studierte Jura, später Pädagogik und war anschließend Lehrer an der Kadettenschule. Außer Lustspielen veröffentlichte er eine Reihe von Novellen.

## Werke (Auswahl)
- 1873: Ved Søen og i Skoven
- 1876: Himmelbjærget, Blade af Otto Langes Ungdomsliv
- 1877: Arabesker
- 1882: Under aaben Himmel
- 1886: Klokkestøberen og andre Noveller
- 1887: Novelletter
- 1889: Historier fra Skovridergaarden (Novellen, deutsch 1889 Aus dem Forsthause)
- 1896: Hjortholm (Roman, deutsch 4. Auflage 1911 Wildmoorprinzess)
- 1897: Sporsne og andre Noveller (Erzählungen, deutsch 1899 Spuren im Schnee und andere Erzählungen)
- 1901: Absalons Brønd (Erzählung, deutsch 1901 Absaloms Brunnen)
- 1903: Komedie paa Kronborg (Erzählung, deutsch 1903 Die Komödie auf Kronberg)
- 1907: Jægerblod (Erzählungen, deutsch 1907 Jägerblut)
- 1908: Omkring Ilden og andre Fortacllinger (Erzählungen, deutsch 1909 Truggold und andere Erzählungen)
- 1912: Den gamle Kro (Roman, deutsch 1913 Der alte Hauptmann)